# Olympische Geschichte Palästinas
| Gelbes Symbol für Goldmedaillen mit stilisierten Olympischen Ringen | Graues Symbol für Silbermedaillen mit stilisierten Olympischen Ringen | Braundes Symbol für Bronzemedaillen mit stilisierten Olympischen Ringen |
| ------------------------------------------------------------------- | --------------------------------------------------------------------- | ----------------------------------------------------------------------- |
| —                                                                   | —                                                                     | —                                                                       |

Palästina, deren NOK, das Palestine Olympic Committee, 1995 gegründet wurde, nimmt seit 1996 an Olympischen Sommerspielen teil. Zu Winterspielen wurde bislang kein Sportler geschickt. Jugendliche Athleten nahmen an beiden bislang ausgetragenen Jugend-Sommerspielen teil.

## Übersicht

### Sommerspiele

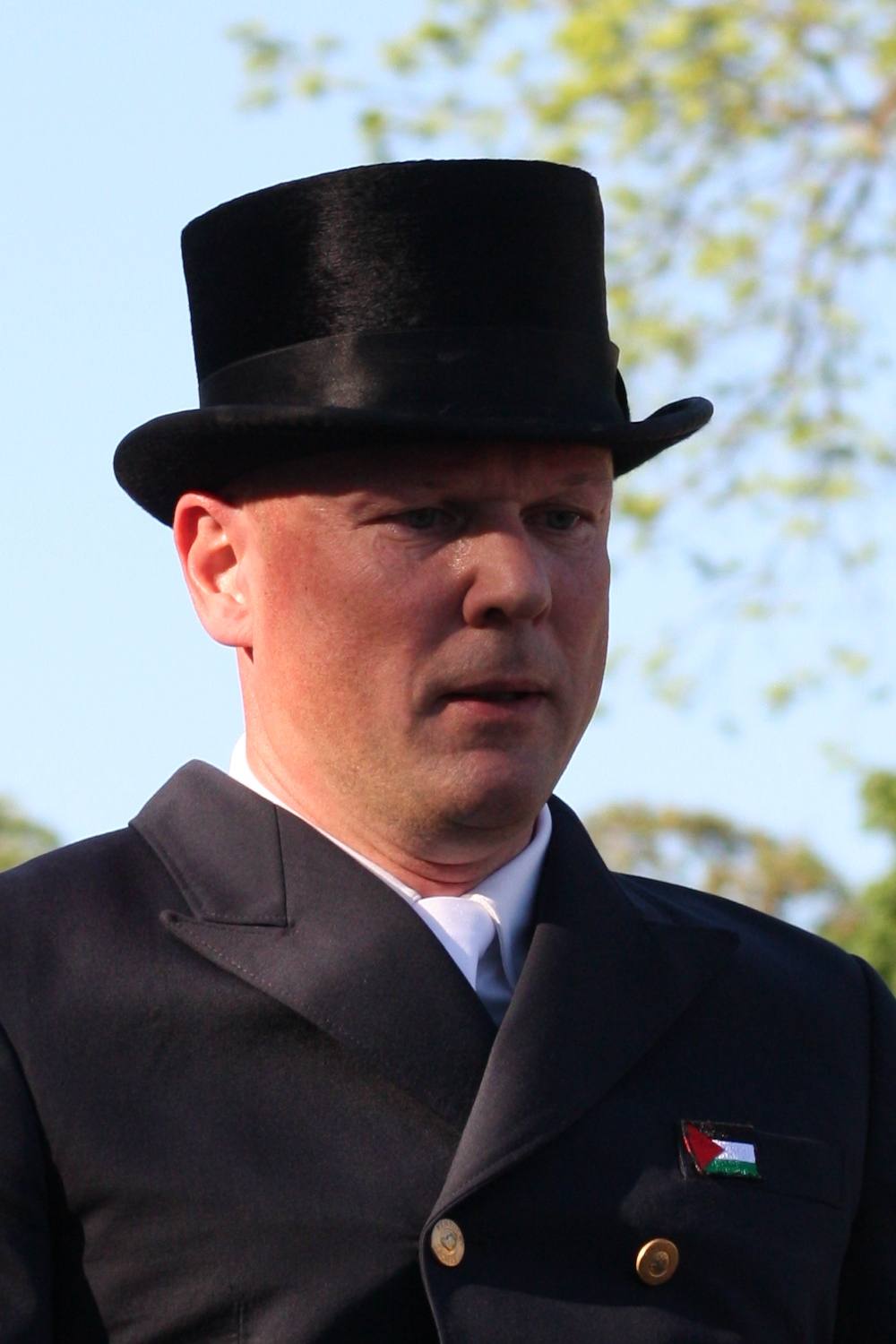
Der Dressurreiter Christian Zimmermann, geborener Deutscher, startet seit 2011 für Palästina

Die erste palästinensische Olympiamannschaft ging 1996 an den Start und bestand aus einem Leichtathleten. Majed Abu Maraheel war am 26. Juli 1996 der erste Olympionike Palästinas. Die erste Frau aus Palästina war am 22. September 2000 die Schwimmerin Samar Nassar. 2012 war Palästina erstmals im olympischen Judo vertreten, 2016 das erste Mal im Reiten.

### Jugendspiele
Vier Jugendliche, zwei Jungen und zwei Mädchen, nahmen bei den ersten Olympischen Jugend-Sommerspielen 2010 in Singapur in den Sportarten Leichtathletik, Fechten und Schwimmen teil. Bei den Olympischen Jugend-Sommerspielen 2014 in Nanjing nahmen wiederum vier Jugendliche teil, wie schon 2010 zwei Jungen und zwei Mädchen. Die Athleten traten in den Sportarten Leichtathletik und Schwimmen an.

## Übersicht der Teilnehmer

### Sommerspiele
| Jahr      | Athleten           | Athleten           | Athleten           | Flaggenträger      | Sportarten         | Sportarten         | Sportarten         | Sportarten         | Medaillen          | Medaillen          | Medaillen          | Medaillen          | Medaillen          |
| Jahr      | Gesamt             | m                  | w                  | Flaggenträger      | Leichtathletik     | Schwimmen          | Judo               | Reiten             |                    |                    |                    | Gesamt             | Rang               |
| --------- | ------------------ | ------------------ | ------------------ | ------------------ | ------------------ | ------------------ | ------------------ | ------------------ | ------------------ | ------------------ | ------------------ | ------------------ | ------------------ |
| 1896–1992 | nicht teilgenommen | nicht teilgenommen | nicht teilgenommen | nicht teilgenommen | nicht teilgenommen | nicht teilgenommen | nicht teilgenommen | nicht teilgenommen | nicht teilgenommen | nicht teilgenommen | nicht teilgenommen | nicht teilgenommen | nicht teilgenommen |
| 1996      | 1                  | 1                  | 0                  | Majed Abu Maraheel | 1                  |                    |                    |                    |                    |                    |                    |                    |                    |
| 2000      | 2                  | 1                  | 1                  | Ramy Deeb          | 1                  | 1                  |                    |                    |                    |                    |                    |                    |                    |
| 2004      | 3                  | 2                  | 1                  | Sanna Abubkheet    | 2                  | 1                  |                    |                    |                    |                    |                    |                    |                    |
| 2008      | 4                  | 2                  | 2                  | Nader Al-Massri    | 2                  | 2                  |                    |                    |                    |                    |                    |                    |                    |
| 2012      | 5                  | 3                  | 2                  | Maher Abu Rmilah   | 2                  | 2                  | 1                  |                    |                    |                    |                    |                    |                    |
| 2016      | 6                  | 4                  | 2                  | Mayada Al-Sayad    | 2                  | 2                  | 1                  | 1                  |                    |                    |                    |                    |                    |
| Gesamt    | Gesamt             | Gesamt             | Gesamt             | Gesamt             | Gesamt             | Gesamt             | Gesamt             | Gesamt             | 0                  | 0                  | 0                  | 0                  | -                  |

### Winterspiele
| Jahr      | Athleten           | Athleten           | Athleten           | Flaggenträger      | Sportarten         | Medaillen          | Medaillen          | Medaillen          | Medaillen          | Medaillen          |
| Jahr      | Gesamt             | m                  | w                  | Flaggenträger      | Sportarten         |                    |                    |                    | Gesamt             | Rang               |
| --------- | ------------------ | ------------------ | ------------------ | ------------------ | ------------------ | ------------------ | ------------------ | ------------------ | ------------------ | ------------------ |
| 1924–2018 | nicht teilgenommen | nicht teilgenommen | nicht teilgenommen | nicht teilgenommen | nicht teilgenommen | nicht teilgenommen | nicht teilgenommen | nicht teilgenommen | nicht teilgenommen | nicht teilgenommen |
| Gesamt    | Gesamt             | Gesamt             | Gesamt             | Gesamt             | Gesamt             | 0                  | 0                  | 0                  | 0                  | -                  |

## Liste der Medaillengewinner

### Goldmedaillen
Bislang (Stand 2024) keine Goldmedaillen.

### Silbermedaillen
Bislang (Stand 2024) keine Silbermedaillen.

### Bronzemedaillen
Bislang (Stand 2024) keine Bronzemedaillen.